# パクティーカー州
パクティーカー州 (パクティーカーしゅう、Paktīkā Velāyat ダリー語表記で پکتیکا) は、アフガニスタンの南東部にある州である。面積19,482.40km2、人口377,100人 (2006年の公式推計)、州都はシャラナ (Sharana) 。日本メディアなどではパクティカ州と表記されることが多い。

## 地理
パクティーカーは、北にパクティヤー州、東にホースト州およびパキスタンの連邦直轄部族地域南ワジリスタン管区、南にザーブル州、西にガズニー州と州境を接している。
国内の多くの地域と同様に、パクティーカーでは過度の森林伐採が続いている。これが近年の大規模な洪水災害の一因となっている。

## 歴史
パクティーカーは、かつてはパクティヤー州、ホースト州とともに一つの州、ロヤ・パクティーカー (大パクティーカー) を成していた。
同地域はソビエト侵攻の際の激戦地の１つであり、1984年1月のウルグン作戦が知られている。
その後は長く無政府状態が続いた。
2022年6月22日、アフガニスタン東部地震が発生し、パクティーカー州内では建物が倒壊するなどにより大きな被害が発生した。初期段階で死者255人以上、負傷者も200人。山間部の情報は届きにくい状況となっており、被害は拡大する見込み。

## 政治と治安
アフガニスタンでも最辺境の州であり、近年の内戦による荒廃のせいもあって、基本的な社会資本の不足が深刻である。ホースト州やザーブル州のような近隣州と比較すると、ターリバーン政権崩壊後の復興は遅々として進まないが、その主な原因は、本州が地理的に中央と隔たっているだけでなく、復興支援のワーカーが度々襲撃を受けるせいである。2004年、復興支援のてこ入れとして地方復興チーム (PRT) の基地がシャランに設立された。
ここ数年は、ヘルマンド州で発生したような大規模な騒乱には見舞われていないが、犯罪あるいはターリバーンの活動による、部族の暴力事件は頻発している。最近の深刻な騒乱は、2004年に発生した。当時の州知事ムハンマド・アリ・ジャラリがターリバーン勢力を迎え入れ、ターリバーンが同州の東部を実質的な支配下に置いたのである。ジャラリとその関係者は公職を追われ、米軍の特殊部隊がターリバーンの掃討作戦を実施し、パキスタン側の南ワジリスタンではパキスタン軍とターリバーン等の武装勢力との衝突が発生した(ワジリスタン紛争)。
2007年現在の知事はムハンマド・アクラム・ハパルワク (Mohammad Akram Khapalwak)。前知事のジャラリは、2006年にガズニー州でターリバーンに暗殺された。

## 行政区分

### 郡
パクティーカー州は、15郡を擁する。
1. en:Barmal District
2. en:Dila District
3. en:Gayan District
4. en:Gomal District
5. en:Janikhel District (Paktika)
6. en:Mata Khan District
7. en:Nika District
8. en:Omna District
9. en:Sar Hawza District
10. en:Surobi District
11. シャラナ郡（英語版） - 州都シャラナ（英語版）
12. en:Terwa District
13. ウルグン郡（英語版） - ウルグン（英語版）
14. en:Waza Khwa District
15. en:Wor Mamay District
16. en:Yahyakhel District
17. en:Yusufkhel District
18. en:Zarghun Shahr District
19. ヅィルク郡（英語版）・・・南ワジリスタン管区に隣接。

### 都市
州都はシャラナ (Sharana) 。
最大の都市はウルグン (Urgon)で、州内の商業の中心である。

## 住民

### 民族
パシュトゥーン人が多数派である。
en:Zadran (Pashtun tribe)。

### 言語
主要言語はパシュトー語。

### 宗教
パシュトゥーン人の多くは超保守的なスンナ派。